# 多芒莠竹
相马莠竹（学名：Microstegium somae），又名多芒莠竹，为禾本科莠竹属下的一个种。

## 扩展阅读
- 維基物種上的相關：相马莠竹